# 남원 세전리 석불입상
남원 세전리 석불입상(南原 細田里 石佛立像)은 대한민국 전북특별자치도 남원시 송동면 세전리에 있는 고려시대의 석불이다. 1986년 9월 8일 전라북도의 유형문화재 제120호로 지정되었다.

## 개요
전라북도 남원시 송동면 세전리 뒷산에서 발굴된 불상으로, 전체 높이는 2.7m이다. 다른 석불을 보면 바위나 암벽에 부처를 새기는 것이 보통인데, 이 석불은 별도의 돌에 새긴 독특한 형태를 이루고 있다. 화강암으로 만들었으며, 연꽃무늬가 새겨진 2중의 대좌(臺座) 위에 서 있다. 양 손을 옷깃 소매 속에 넣어 팔짱을 끼고 있는 모습이어서 얼핏보면 달마상 같기도 하다. 작품을 다듬은 선이 원만하고 모양이 소박한 점으로 보아 고려 초기의 작품으로 추정된다. 전하는 이야기에 따르면 아주 먼 옛날 이곳에 사찰이 있었다고 하는데, 현재는 석불만 남아 있다. 이 석불입상이 이곳에 모셔진 연대에 대해서는 자세히 알 수 없다.

## 현지 안내문
이 돌 조각은 고려 초기에 만든 것으로 부처가 아닌 다른 인물을 묘사하였는데, 얼굴 부위가 심하게 헐어 정확한 정체를 알 수 없다. 온 몸에 옷을 걸치고 팔장을 낀 양손을 맞은 편 소매 속에 집어 넣은 모습으로 보아 얼핏 달마스님인 듯 하나, 전하는 바에 의하면 옛날 이곳에 절이 있었다 하나, 절은 없어진지 오래이다. 석상의 전체 높이는 2.7m이고 몸통 넓이는 1.75m, 앞뒤 두께가 50cm이다. 작품을 다듬은 선이 언만하며 전체적으로 모습이 소박하여 아늑한 느낌을 준다.

## 참고 자료
- 세전리석불입상 - 국가유산청 국가유산포털